# Огнєвсько-Бакенний рудник
Огнєвсько-Бакенний рудник – колишнє гірничодобувне підприємство у Східно-Казахстанській області.
В межах розташованого на лівобережжі Іртишу Калбінського хребта була виявлена зона рідкіснометально-олов’яного зруднення. Зокрема, в 1949-го виявили Огнєвське родовище, для розробки якого в 1950 – 1953 роках спорудили збагачувальну фабрику. У другій половині 1950-х детальна розвідка показала поширення покладів в Бакенну зону, чому родовище також стало відомим як Бакенне або Огнєвсько-Бакенне.  
Родовище, що мало танталове, олов’яне, бериллієве, літієве, рубідієве та цезієве зруднення, стало одним з основних – поряд із Юбілієйним та Білогорським – для Білогорського гірничо-збагачувального комбінату. Втім, останній продукував лише танталовий та олов’яний концентрати, тоді як інші метали накопичувались у хвостосховищах.
Розробка родовища первісно велась за допомогою кар’єру, а в 1962-му ввели в дію підземні виробітки. Руда проходила збагачення на Огнєвській фабриці, після чого відправлялась на центральну фабрику доведення Білогорського ГЗК, де відбувалось розділення єдиного концентрату на танталовий та олов’яний. Оскільки Огнєвська фабрика мала гарне залізничне спорудження, тут також організували продукування мусковітового (слюдяного) концентрату в обсягах 5 – 7 тисяч тон на рік.
В 1993 році Білогорський ГЗК припинив свою роботу. У 1998-му спробували відновити роботу Огнєвського рудника, проте того ж року цей проект закрили, а шахту почали затоплювати підземні води.
У другій половині 2010-х оголосили про відновлення робіт на Огнєвському майданчику. Втім, мова йшла не про поновлення видобутку первинних руд, а про переробку техногенних відходів. Первісно почали з відвантаження клінкеру, втім, головною метою проекту мала б бути розробка Маралушинського хвостосховища, з якого за 25 років розраховують видобути 6,2 млн тон руди, що міститиме літій, ніобій, олово, тантал та берилій.  Також є плани використовувати Огнєвску фабрику для отримання ільменітового концентрату.